# Samuel Stehman Haldeman
Samuel Stehman Haldeman, född den 12 augusti 1812 i Locust Grove utanför Bainbridge, Pennsylvania, död den 10 september 1880 i Chickies Historic District, var en amerikansk entomolog och lingvist.
Auktorsnamnet Haldeman kan användas för Samuel Stehman Haldeman i samband med ett vetenskapligt namn inom zoologin; se Wikipedia-artiklar som länkar till auktorsnamnet.